# 恩陽区
恩陽区（おんよう-く）は中華人民共和国四川省巴中市に位置する市轄区。2013年に巴州区から分離して設立された。明陽鎮は中国歴史文化名鎮に指定されている。

## 行政区画
- 街道:登科街道、文治街道、司城街道
- 鎮:明陽鎮、玉山鎮、漁渓鎮、三河場鎮、青木鎮、花叢鎮、柳林鎮、下八廟鎮、茶壩鎮、観音井鎮、三匯鎮、上八廟鎮、関公鎮、興隆場鎮、双勝鎮、群楽鎮、義興鎮
- 郷:三星郷、舞鳳郷、石城郷、九鎮郷、尹家郷、万安郷、玉井郷

## 健康・医療・衛生
- 恩陽区人民医院